# Mirów (Pińczów)

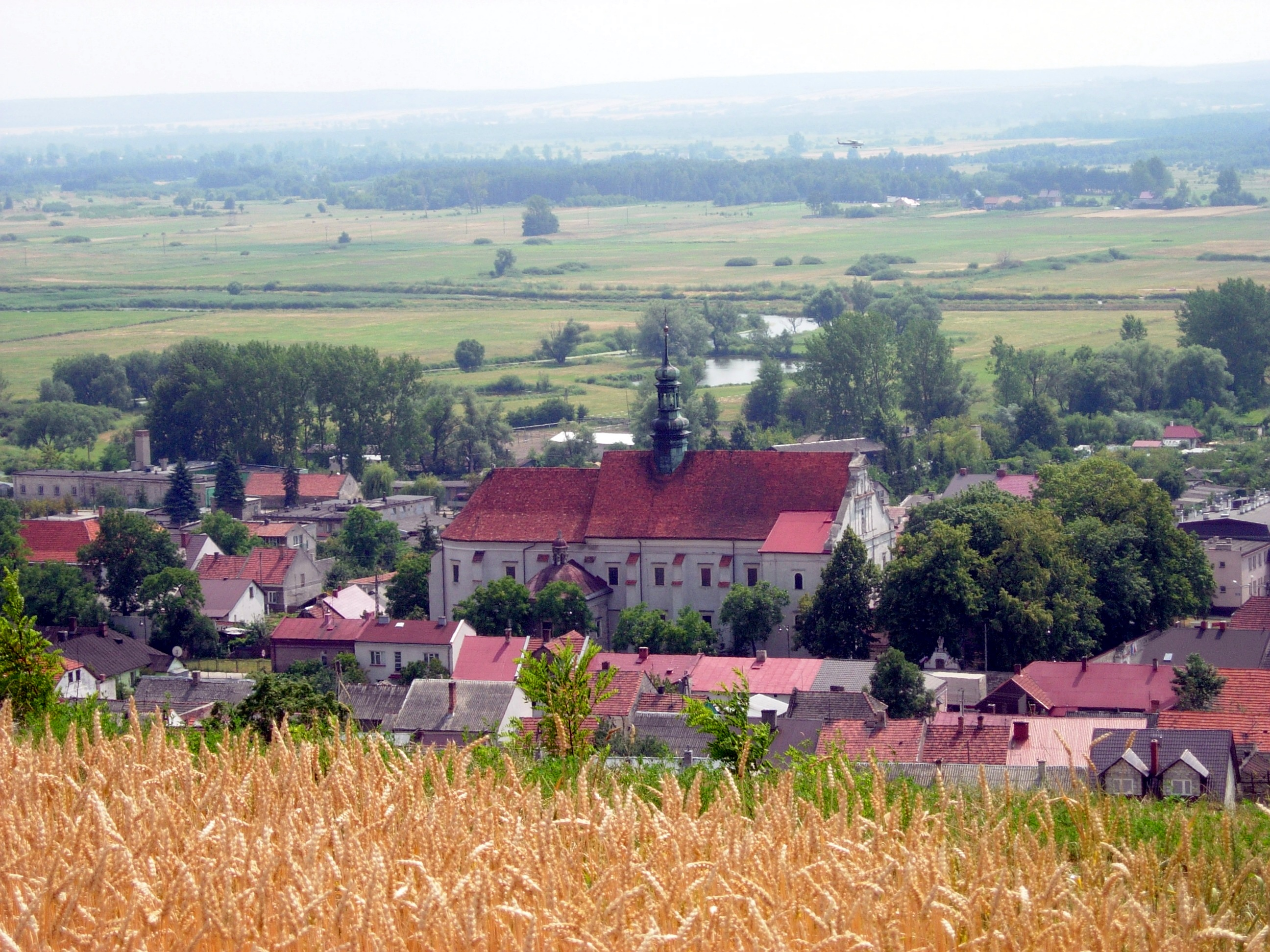
Widok na Mirów z Góry św. Anny

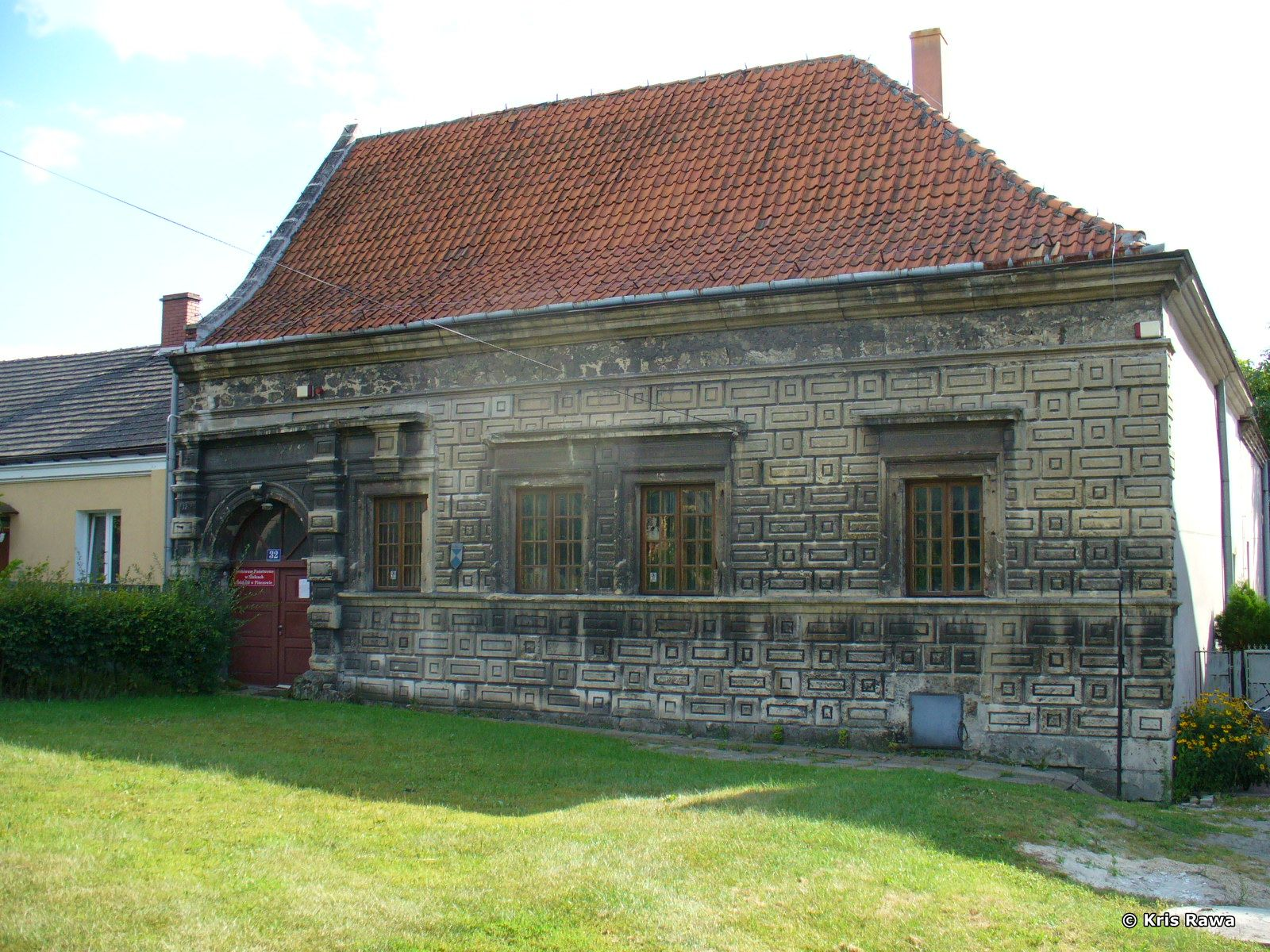
Dom Ariański (zwany również Drukarnią Ariańską) na Mirowie z przełomu XVI i XVII w. Do 2010 roku mieścił się w nim oddział Archiwum Państwowego w Kielcach.

Mirów – część miasta i dzielnica Pińczowa w województwie świętokrzyskim, położona na wschód od centrum miasta. Na przełomie XVI i XVII wieku samodzielne miasto, w 1612 roku włączone do Pińczowa.
Mirów został założony 1 lipca 1592 roku przez margrabiego Zygmunta Myszkowskiego jako Nowe Miasto Mirów. Myszkowski rozpoczął także budowę klasztoru reformatów, którą po śmierci margrabiego ukończył jego syn Ferdynand. W 1596 r. tytuł margrabiego Mirowa otrzymał Zygmunt Myszkowski, bratanek Piotra. Już w 1612 r. Mirów został włączony do sąsiedniego Pińczowa. W latach 1686–1706 przy kolegiacie powstał klasztor reformatów. Od 1906 roku część zabudowań klasztornych zajmuje szpital.
W dzielnicy, przy dawnym Rynku Mirowskim znajduje się renesansowy kościół reformatów. Jest to budowla jednonawowa wzniesiona na planie krzyża. Po bokach nawy znajdują się dwie kaplice. Nieopodal kościoła usytuowana jest renesansowa kamienica mieszczańska z przełomu XVI i XVII w., nazywana mylnie Drukarnią Ariańską. Pierwszym właścicielem domu był prawdopodobnie Daniel z Łęczycy, drukarz kalwiński. W budynku w okresie Polski Ludowej  funkcjonował oddział Archiwum Państwowego w Kielcach. Po likwidacji oddziału w 2010 roku jego zasób archiwalny został przeniesiony do wspomnianego archiwum w Kielcach.